# Wega Nery

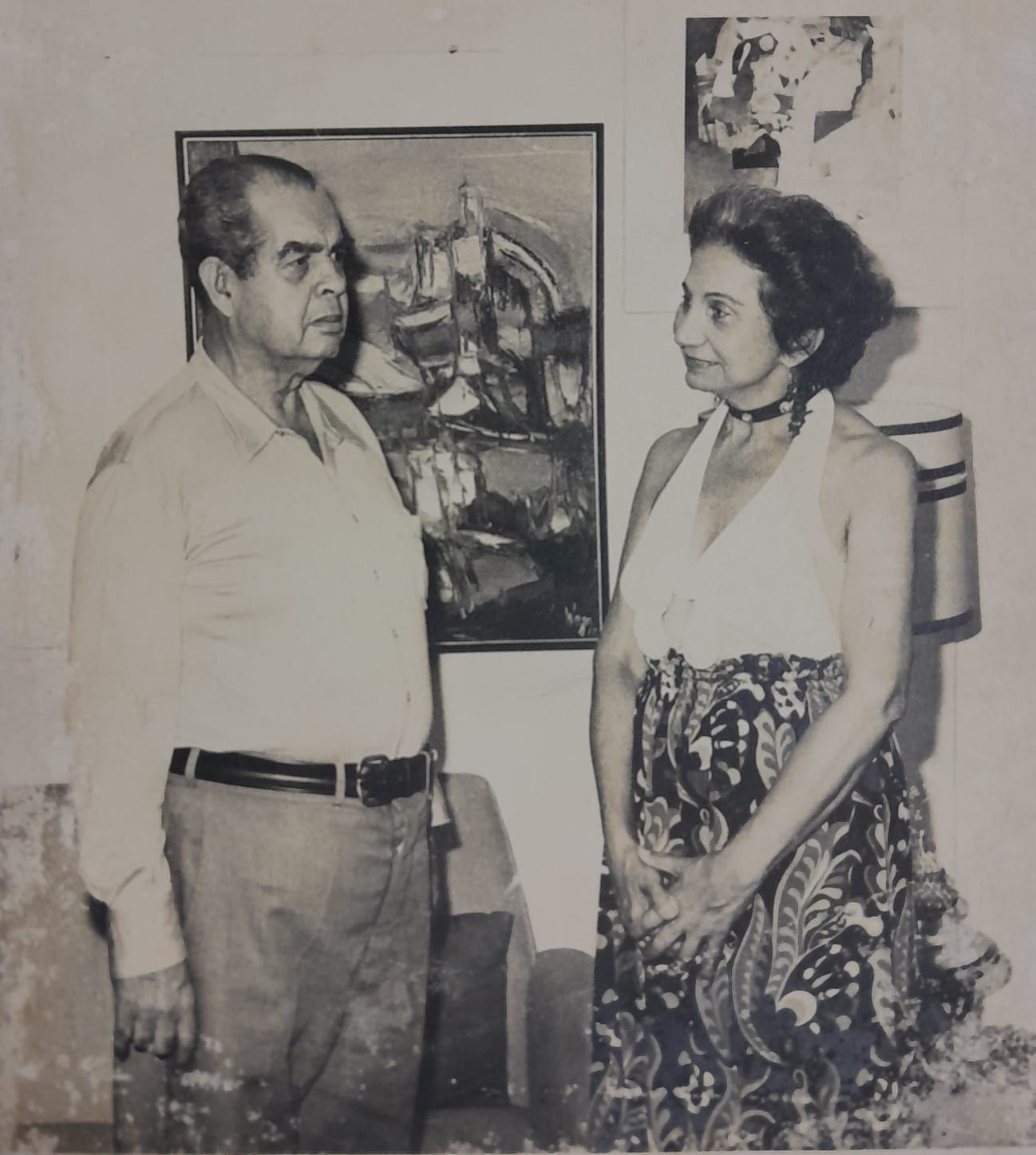
O casal Geraldo Ferraz e Wega Nery, em 1973

Wega Nery Gomes Pinto (Corumbá, 10 de março de 1912 — Guarujá, 21 de maio de 2007) foi uma artista plástica brasileira.

## Quem foi
Wega Nery nasceu em Corumbá (MS), em 1912. Aos 5 anos de idade foi enviada pelos pais para o internato do tradicional Colégio Sion, em São Paulo, onde ficou até os 12 anos. Depois viveu com a família em Campinas e Bauru. Tornou-se professora antes de ser nomeada inspetora federal de ensino. Desenhava desde criança e formou-se na Escola de Belas Artes de SP, em 1949. Em 1950, ganhou a medalha de bronze no Salão Nacional de Belas Artes, no Rio de Janeiro, e também no Salão de Belas Artes de Santos. Sua primeira individual foi no Masp, em 1955, só com desenhos. Ganhou o prêmio de Melhor Desenhista Nacional na 4ª Bienal de SP, em 1957. Participou do Grupo Guanabara, ao lado de Tomie Ohtake, Manabu Mabe e Arcangelo Ianelli, entre outros. Também fez parte do Grupo Abstração, de Samson Flexor. Na década de 1960, começou a pintar obras abstratas, suas Paisagens Imaginárias, que se tornariam sua marca.  
É uma das recordistas de participações em Bienais de SP, com 13 aparições, sendo três Salas Especiais individuais, em 1963, 1973 e 1979, além de duas Salas Especiais coletivas. Na edição XI, em 1971, apresentou 20 obras - 3 desenhos e 17 óleos - na Sala Especial 20 anos de Bienal. Já na XX Bienal, em 1989, esteve presente na sala "Abstração, Efeito Bienal 1954-1963", com a obra Campo de Papoulas.
Além do Brasil, Wega expôs na Argentina, Uruguai, México, Estados Unidos, Inglaterra, Alemanha e França. 
Tem quadros nos principais museus do país como Masp, MAM-SP, Pinacoteca SP, MAC USP, MAM-RJ, Museu de Arte de Niterói, Museu da Pampulha, MAB-Faap, Museu de Arte de Brasília, entre outros. Possui obras na sede da OEA (Organização dos Estados Americanos), na embaixada do Brasil em Washington, e em coleções particulares e coorporativas como Santander, Itaú, coleção Adolfo Lerner (Museu de Belas Artes de Houston), Senado Federal, Governo do Estado de SP etc.
Sua obra foi tema de dois poemas de Carlos Drummond de Andrade e um de Manoel de Barros.
Wega morreu em 2007, aos 95 anos, no Guarujá, cidade onde construiu sua casa batizada de Ilha Verde

## Biografia
Uma das recordistas de participações em Bienais de Arte de São Paulo, com 13 aparições - sendo três com salas especiais (1963, 1973 e 1979) -, Wega foi uma desenhista e pintora brasileira. Nascida em Corumbá (MS), em 1912, era bisneta do Barão de Vila Maria e neta de Joaquim Eugênio Gomes da Silva, conhecido como Nheco, cujo apelido batizou a Nhecolândia, extensa região do Pantanal sul-mato-grossense. Aos 5 anos de idade, foi enviada com uma irmã ao então tradicional Colégio Sion, em São Paulo, onde viveu em regime de internato até os 12 anos. Foi a aluna mais nova daquela instituição de ensino. Depois viveu em Campinas e Bauru, antes de se estabelecer em São Paulo onde casou e teve um filho, Sebastião (Tão) Gomes Pinto (1939-2022), que viria a ser um jornalista de destaque de sua geração. 
Nos anos 1930, tornou-se professora, sendo nomeada inspetora federal de ensino. Simultaneamente, escreveu e publicou poemas na revista O Malho (Parnaso Feminino), como "Vera Nunes". De 1946 a 1949, estudou na Escola de Belas Artes, em São Paulo. Em 1950, ganhou  a medalha de bronze no Salão Nacional de Belas Artes e também no Salão de Belas Artes de Santos. Teve aulas com Theodoro Braga, Joaquim da Rocha Ferreira (1900-1965) e  Yoshiya Takaoka (1909-1978), com quem fez parte do Grupo Guanabara (1950-1959), ao lado de Manabu Mabe (1924-1997), Arcângelo Ianelli, Tomie Ohtake, Tikashi Fukushima e Ismênia Coaracy, entre outros. Após período no Grupo Guanabara, aproximou-se do Atelier Abstração, de Samson Flexor (1907-1971), onde produziu pinturas abstratas, de tendência geométrica. 
Participou de 13 edições da Bienal Internacional de São Paulo, com destaque para a IV Bienal, de 1957, quando arrebatou o prêmio de Melhor Desenhista Nacional. Além disso, na Bienal de SP teve 3 Salas Especiais individuais, em 1963, 1973 e 1979. Figurou no Salão Para Todos (57) e no VII Salão Paulista de Arte Moderna (Pequena Medalha de Prata). Foi membro do júri de seleção e premiação do IX Salão Paulista de Arte Moderna. Na Bienal de 63, recebeu o prêmio de Aquisição Nacional.
Sua primeira individual, com desenhos, ocorreu no Museu de Arte de São Paulo (Masp), em 1955. Seguiram-se inúmeras exposições individuais e coletivas pelo Brasil afora, além de Argentina, Uruguai, Estados Unidos, México, Alemanha, França e Inglaterra.
Tem obras no acervo dos principais museus do Brasil, como o Museu de Arte de São Paulo (Masp), Museu de Arte Contemporânea (MAC-SP), Pinacoteca de SP, Museu de Arte Brasileira (Faap), Museu de Niterói (RJ), Museu de Arte Moderna (MAM-RJ), Museu de Arte da Pampulha (BH) e Museu de Belas Artes de Houston (coleção Adolpho Leiner), entre outros. Tem quadros na sede da Organização dos Estados Americanos (OEA), nas embaixadas do Brasil em Washington (EUA) e Berlim (Alemanha), na sede do Governo do Estado de SP (Palácio dos Bandeirantes e Campos do Jordão), no acervo do Senado Federal em Brasília, prefeituras e importantes coleções corporativas e particulares.
No início da década de 70, ao lado do companheiro Geraldo Ferraz, crítico de arte e escritor, estabeleceu-se no Guarujá, cidade litorânea de São Paulo, onde construiu uma casa na Praia de Pernambuco. Com projeto do arquiteto modernista ucraniano Gregori Warchavchik (1896-1971), a casa foi batizada de Ilha Verde, em alusão a um dos livros do escritor francês Victor Hugo (1802-1885). É o local onde Wega produziu boa parte de seus trabalhos. A casa inclusive chegou a fazer parte de um roteiro turístico-cultural da Prefeitura de Guarujá na década de 2010.
Sua arte foi tema de artigos de críticos como Sérgio Milliet (1898-1966), Vilém Flusser (1920-1991), Léo Gilson Ribeiro, Jacob Klintowitz, Radha Abramo, Olívio Tavares de Araújo, Alberto Beutenmuller, Mirian de Carvalho e Jorge Anthonio e Silva, entre outros.
Em 1984, realizou retrospectiva no Museu de Arte de São Paulo a convite de Pietro Maria Bardi. Em 1994, o Centro Cultural São Paulo realizou uma retrospectiva em homenagem aos 80 anos da artista.
Em 2022, obras de Wega fizeram parte das exposições Modernos/Pós-22, no Museu da Arte Brasileira, na Faap (SP), e também da mostra Constelação Clarice, sobre a escritora Clarice Linspector, no Instituto Moreira Salles (SP e RJ). Em 2023, esteve presente nas exposições coletivas Mulherio e Abstrações Utópicas, ambas na galeria Danielian, no Rio; e também na exposição Diálogos com Cor e Luz, no MAM-SP.
Wega Nery morreu por falência múltipla dos órgãos, aos 95 anos de idade, em 21/5/2007, no Guarujá (SP). Seu corpo foi cremado e as cinzas, jogadas no mar da Praia de Pernambuco.

## Prêmios
- 1950 - Medalha de Bronze no 56º Salão Nacional de Belas Artes - Rio de Janeiro (RJ)
- 1951 – Medalha de Bronze no Salão da Prefeitura de Santos - Santos (SP)
- 1957 - Melhor Desenhista Nacional na IV Bienal Internacional de SP - São Paulo (SP)

- 1963 - Prêmio Aquisição na VII Bienal Internacional de SP - São Paulo (SP)
- 1964 - Prêmio Amistad Artística na II Bienal Americana de Arte - Córdoba (Argentina)

## Exposições

### Individuais
- 1955 - São Paulo - SP - Wega Nery: desenhos - Masp
- 1957 – Rio de Janeiro - RJ - Wega Nery: desenhos - Petite Galerie
- 1957 - São Paulo  - SP - Wega Nery: desenhos - MAM/SP
- 1958 - São Paulo - SP - Galeria de Arte da Folha
- 1959 - Rio de Janeiro - RJ - Galeria Adorno
- 1960 - Campinas - SP - Galeria Aremar (exposição de desenhos)
- 1964 - São Paulo - SP - Pinturas de Wega - Galeria Solarium
- 1964 - Rio de Janeiro - RJ - Wega Nery: pinturas - Galeria Bonino
- 1965 - Buenos Aires - Argentina - Galeria Lascaux
- 1965 - Montevidéu - Uruguai - Wega Nery - Óleos y Gouaches - Centro de Artes y Letras
- 1965 - Rio de Janeiro - RJ - Wega Nery: pinturas e desenhos - MAM/RJ
- 1966 - São Paulo SP - Galeria Cosme Velho
- 1966 - Porto Alegre - RS - Galeria Leopoldina
- 1966 - Santos SP - Clube de Arte
- 1966 - Porto Alegre - RS - Wega Nery: Óleos e Guaches - Galeria Leopoldina
- 1966 – São Paulo/Americana – SP – Galeria de Arte do Gin.Voc.Osvaldo Aranha
- 1966 – Montevidéu – Uruguai – Centro de Artes y Letras de El Pais
- 1966 – Buenos Aires – Argentina – Galeria Lascaux
- 1967 - Punta del Este - Uruguai – Paisagens Imaginárias - Hotel Cantegril
- 1967 – Washington DC - Estados Unidos - Wega Nery of Brazil Oils- Pan American Union Gallery
- 1967 - Nova York - Estados Unidos - Wega Nery: Imaginary Landscapes - Galerie Foussats
- 1968 - Paris  - França - Paisagens Imaginárias - Galerie Debret
- 1968 – Cidade do México - México – Guaches
- 1968 – Montevidéu – Uruguai – Embaixada do Brasil
- 1968 - Rio de Janeiro - RJ - Wega Nery: pinturas - Galeria Bonino
- 1969 - Campo Grande - MS -
- 1969 – Cuiabá - MT – Galeria do Diário da Serra e Palácio Allencastro
- 1969 – Corumbá - MS – Corumbalense F. Clube
- 1969 – Guarujá – SP – Salão Colonial do Hotel Jequiti-Mar
- 1969 – Munique - Alemanha - Wega Nery: brasilien abstrakte gemälde - Galeria Schumacher
- 1970 - São Paulo - SP - Galeria Cosme Velho
- 1970 - Santos - SP - Galeria de Arte Centro Cultural Brasil Estados Unidos
- 1970 - Londres - Inglaterra - Wega Nery: Imaginary Landscapes - Embaixada do Brasil
- 1970 - Washington - Estados Unidos - Wega Nery: Imaginary Landscapes - Embaixada do Brasil
- 1971 - Londres  - Inglaterra) - Drian Gallery
- 1971 - Rio de Janeiro  - RJ - Galeria Bonino
- 1971 – Campinas - SP - Paisagens Imaginárias - Galeria Girassol
- 1971 - Rio de Janeiro - RJ - Wega Nery: pinturas - Galeria Bonino
- 1971 – Guarujá - SP - Wega Paisagens Imaginárias – Portal Galeria de Arte - Clube Samambaia
- 1972 - São Paulo  - SP - Wega Paisagens Imaginárias - Documenta Galeria de Arte
- 1973 – Brasília - DF - Wega: 20 paisagens imaginárias - Galeria Mainline Hotel Nacional
- 1975 - São Paulo  - SP - Wega Nery: 30 paisagens imaginárias - Documenta Galeria de Arte
- 1975 – Campos do Jordão – SP – Centro Cultural A.Z.Flosi
- 1976 – Brasília - DF - Wega Nery: 30 paisagens imaginárias – Galeria de Arte Oscar Seraphico
- 1978 - São Paulo - SP - Wega Nery: desenhos e pinturas - Documenta Galeria de Arte
- 1979 - Brasília  - DF - Fundação Cultural do Distrito Federal
- 1979 – São Paulo – SP – 15ª Bienal Internacional – Sala Especial
- 1981 – Santos - SP - Galeria do Banco do Brasil
- 1983 – Santos - SP - Galeria de Arte Centro Cultural Brasil Estados Unidos
- 1984 – Guarujá – SP – Galeria Centro Municipal de Cultura
- 1985 - São Paulo - SP - Wega Nery: Passagens e Paisagens - Masp
- 1986 - São Paulo - SP - Wega Nery: pinturas - Subdistrito Comercial de Arte
- 1987 – Ribeirão Preto - SP - Galeria Jardim Contemporâneo
- 1988 – Guarujá - SP - Banco do Brasil
- 1989 - Campo Grande - MS  -
- 1989 - São Paulo  - SP - Wega Nery: pinturas - Galeria de Arte São Paulo
- 1989 - São Paulo  - SP  - Wega Nery: pinturas - Escritório de Arte São Paulo
- 1990 – Santos – SP – Galeria de Arte do Centro Cultural Brasil Estados Unidos
- 1993 – Brasília - DF - A Ilha Verde de Wega - MAB/DF
- 1993 - São Paulo - SP - Wega Nery - Pinacoteca do Estado
- 1994 - São Paulo - SP - 20 Obras do Trajeto Abstrato de Wega Nery - MAC/USP
- 1994 - São Paulo - SP - A Ilha Verde de Wega – Centro Cultural São Paulo
- 2006 - Guarujá - SP - Casa Cor
- 2009 - São Paulo - SP - Wega Nery: 5 décadas de arte - Clube Athlético Paulistano
- 2009 - São Paulo - Pinturas de Wega Nery - Lugar Pantemporâneo

### Coletivas
- 1946 - São Paulo - SP - 5ª Exposição Coletiva da Assoc. Paulista de Belas Artes
- 1947 - Rio de Janeiro - RJ - 53º Salão Nacional de Belas Artes - MNBA
- 1948 - Rio de Janeiro  - RJ - 54º Salão Nacional de Belas Artes - MNBA
- 1949 - São Paulo - SP - 15º Salão Paulista de Belas Artes - Galeria Prestes Maia
- 1949 - Rio de Janeiro  - RJ - 55º Salão Nacional de Belas Artes - MNBA
- 1950 - Rio de Janeiro  - RJ - 56º Salão Nacional de Belas Artes - MNBA - medalha de bronze
- 1950 - São Paulo - SP - 1ª Exposição do Grupo Guanabara - Galeria Domus
- 1951 - São Paulo  - SP - 16º Salão Paulista de Belas Artes - Galeria Prestes Maia
- 1951 - São Paulo - SP - 1º Salão Paulista de Arte Moderna - Galeria Prestes Maia
- 1951 - São Paulo - SP - 2º Exposição do Grupo Guanabara - Inst. dos Arquitetos do Brasil/SP
- 1952 - São Paulo - SP - 17º Salão Paulista de Belas Artes, Salões do Trianon
- 1952 - São Paulo  - SP - Instituto dos Arquitetos do Brasil/SP
- 1953 - São Paulo - SP - 2ª Bienal Internacional de São Paulo - Pavilhão dos Estados
- 1953 - São Paulo - SP - 3ª Exposição do Grupo Guanabara - Galeria Fukushima
- 1953 – São Paulo – SP – Campanha Fundos p/ Assistência Social – Hotel Esplanada
- 1953 - São Paulo - SP – Instituto dos Arquitetos do Brasil/SP
- 1954 - São Paulo - SP - 3º Salão Paulista de Arte Moderna - Galeria Prestes Maia
- 1955 - Rio de Janeiro - RJ - 4º Salão Nacional de Arte Moderna
- 1957 - São Paulo - SP - 4ª Bienal Internacional de São Paulo, no MAM/SP - prêmio de melhor desenhista nacional
- 1957 - Rio de Janeiro - RJ - 6º Salão Nacional de Arte Moderna
- 1958 - São Paulo - SP - 4ª Exposição do Grupo Guanabara - ACM
- 1958 - São Paulo - SP - 7º Salão Paulista Arte Moderna - Gal. Prestes Maia - medalha de prata
- 1958 - São Paulo  - SP - Prêmio Leirner de Arte Contemporânea - Galeria de Arte das Folhas
- 1959 - São Paulo - SP -  Salão Paulista de Arte Moderna - Medalha de Prata
- 1959 - São Paulo - SP - 5ª Bienal Internacional de São Paulo
- 1959 - Rio de Janeiro - RJ - 8º Salão Nacional de Arte Moderna - MAM/RJ
- 1959 - São Paulo - SP - 5ª Exposição do Grupo Guanabara - ACM
- 1960 - São Paulo - SP - Contribuição da Mulher às Artes Plásticas no País - MAM/SP
- 1961 - São Paulo - SP - 6ª Bienal Internacional de São Paulo
- 1961 - São Paulo - SP -10º Salão Paulista de Arte Moderna - Galeria Prestes Maia
- 1963 - São Paulo - SP - 7ª Bienal Internacional de São Paulo - Sala Especial - prêmio aquisição Caixa Econômica Federal
- 1964 - Rio de Janeiro - RJ - 13º Salão Nacional de Arte Moderna
- 1964 - Córdoba - Argentina - 2ª Bienal Americana de Arte - prêmio aquisição Amistad Artística
- 1964 – Brasília – DF – 1º Salão de Arte Moderna do Distrito Federal
- 1964 - Belo Horizonte - MG - 19º Salão de Belas Artes da Cidade de Belo Horizonte - MAP - prêmio aquisição
- 1964 - São Paulo – SP – Atelier Douchez-Nicola – Tapeçarias - Galeria Astréia (SP)
- 1965 - São Paulo - SP - 8ª Bienal Internacional de São Paulo
- 1966 - São Paulo - SP - Manchas – Galeria de Arte 4 Planetas
- 1966 - São Paulo - SP - Galeria de Arte A Hebraica de São Paulo
- 1966 - Cuiabá - MT – 1ª Exposição de Artistas Matogrossenses – Radio Club
- 1966 - São Paulo - SP - Três Premissas - MAB/Faap
- 1967 - São Paulo - SP - 9ª Bienal Internacional de São Paulo
- 1967 - Nova York - Estados Unidos - International Art Festival - The New York Hilton Gallery at Rockfeller Center
- 1968 - São Paulo - SP - Museu de Arte Contemporânea da USP
- 1969 - São Paulo - SP – Galeria de Arte Contemporânea Alberto Bonfiglioli
- 1969 - São Paulo - SP - 1º Panorama de Arte Atual Brasileira - MAM/SP
- 1969 - São Paulo - SP - Galeria Documenta
- 1970 - São Paulo - SP - 2° Panorama de Arte Atual Brasileira - MAM/SP
- 1970 - São Paulo - SP - Mostra Inaugural – Galeria Astréia
- 1970 - São Paulo - SP - Pinacoteca do Estado de São Paulo
- 1971 - São Paulo - SP - Galeria de Arte Portal
- 1971 - São Paulo - SP - 11ª Bienal Internacional de São Paulo - Sala Especial
- 1971 - São Paulo - SP - 3º Panorama de Arte Atual Brasileira - MAM/SP
- 1972 - Cubatão - SP – 1º Salão de Arte Contemporânea – Pref.Mun.de Cubatão
- 1972 - Rio de Janeiro - RJ - Galeria da Aliança Francesa
- 1973 - São Paulo - SP - 12ª Bienal Internacional de São Paulo - Sala Especial
- 1973 - São Paulo - SP - 5º Panorama de Arte Atual Brasileira - MAM/SP
- 1973 - Brasília - DF - Galeria de Arte Porta do Sol
- 1975 - São Paulo - SP - 13ª Bienal Internacional de São Paulo
- 1975 - Santos - SP - Arte e Pensamento Ecológico – Salão Prodesam –Pef.Mun.Santos
- 1975 - São Paulo - SP – 1º Salão de Arte Contemporânea da Assembléia Legislativa de São Paulo – Palácio 9 de Julho
- 1976 - São Paulo - SP - 8º Panorama de Arte Atual Brasileira - MAM/SP
- 1978 - São Paulo - SP - As Bienais e a Abstração: a década de 50 - Museu Lasar Segall
- 1978 - Santos - SP - Wega e o Grupo da Casa Amarela – Galeria de Arte Stela Maris
- 1978 - São Paulo - SP – 2ª Exposição do Acervo de Arte – Museu Banespa
- 1979 - São Paulo - SP - 15ª Bienal Internacional de São Paulo
- 1980 - São Paulo - SP - 12º Panorama de Arte Atual Brasileira - MAM/SP
- 1983 - Santos - SP - A Mulher no MAM - Senac
- 1984 - São Paulo - SP - Tradição e Ruptura: síntese de arte e cultura brasileiras - Fundação Bienal
- 1985 - São Paulo - SP - 18ª Bienal Internacional de São Paulo
- 1986 - Brasília - DF - Paisagem Contemporânea Brasileira - Galeria de Arte Oscar Seraphico
- 1986 - São Paulo - SP - 17º Panorama de Arte Atual Brasileira - MAM/SP
- 1986 - São Paulo - SP - Antes e Agora: 8 pintores - Fundação Cásper Líbero
- 1986 - São Paulo - SP - Takaoka e Seus Discípulos – Masp
- 1987 - Brasília - DF - Paulistas em Brasília - Museu de Arte de Brasilia
- 1987 - São Paulo - SP - As Bienais no Acervo do MAC: 1951 a 1985 - MAC/USP
- 1989 - São Paulo - SP - 20ª Bienal Internacional de São Paulo - Sala Especial
- 1989 - São Paulo - SP - Acervo Galeria São Paulo - Escritório de Arte São Paulo
- 1992 - Rio de Janeiro - RJ - 1º A Caminho de Niterói: Coleção João Sattamini - Paço Imperial
- 1992 - São Paulo - SP - Grupo Guanabara: 1950-1959 - Renato Magalhães Gouvêa - Escritório de Arte
- 1992 - São Paulo - SP - O Olhar de Sérgio sobre a Arte Brasileira: desenhos e pinturas - Biblioteca Municipal Mário de Andrade
- 1993 - Santos - SP - 4ª Bienal Nacional de Santos - Centro Cultural Patrícia Galvão
- 1993 - São Paulo - SP - Obras para Ilustração do Suplemento Literário: 1956-1967 - MAM/SP
- 1994 - São Paulo - SP - Bienal Brasil Século XX - Fundação Bienal
- 1996 - São Paulo - SP - Figura e Paisagem na Coleção do MAM: homenagem a Volpi - MAM/SP
- 1996 - São Paulo - SP - Arte Brasileira: 50 anos de história no acervo do MAC/USP: 1920-1970 - MAC/USP
- 1996 - São Paulo  - SP - Mulheres Artistas no Acervo do MAC - MAC/USP
- 1998 - São Paulo - SP - Arte Construtiva no Brasil: Coleção Adolpho Leirner - MAM/SP
- 1998 - Niterói - RJ - Espelho da Bienal - MAC/Niterói
- 1999 - Rio de Janeiro - RJ - Arte Construtiva no Brasil: Coleção Adolpho Leirner - MAM/RJ
- 1999 - São Paulo - SP - Década de 50 e Seus Envolvimentos - Jo Slaviero Galeria de Arte
- 2002 - São Paulo - SP - Mapa do Agora: arte brasileira recente na Coleção João Sattamini do MAC/Niterói - Instituto Tomie Ohtake
- 2004 - São Paulo - SP  - Gesto e Expressão: o abstracionismo informal nas coleções JP Morgan Chase e MAM - MAM/SP
- 2004 - São Paulo  - SP  - Mulheres Pintoras - Pinacoteca do Estado
- 2012 - São Paulo - SP - O Triunfo do Detalhe - Masp (Museu de Arte de São Paulo) - Obra: Rosa da Esperança
- 2013 - Belo Horizonte - MG - Narrativas Poéticas, com acervo do Banco Santander - Museu Inimá de Paula
- 2014 - Rio de Janeiro - RJ - Acervo MAM - Obras Restauradas
- 2015 - São Paulo - SP - Mostra do Acervo MASP
- 2016 - Campo Grande - MS - Mostra Acervo do Museu de Arte Contemporânea (MARCO)
- 2019 - Campinas - SP - Exposição Tinta sobre Tinta, no Instituto CPFL, com acervo do MAM-SP
- 2019 - São Paulo - SP - Exposição Contemporâneo, Sempre - coleção Santander Brasil - Farol Santander
- 2020 - Porto Alegre - RS - Exposição Contemporâneo, Sempre - coleção Santander Brasil - Farol Santander
- 2021 - Rio de Janeiro - RJ - A Memória é uma Invenção, com acervo do MAM-Rio
- 2022 - São Paulo SP - Modernos/Pós-22 - obra do acervo do Museu de Arte Brasileira (MAB-FAAP)
- 2022 - Rio de Janeiro (RJ) e São Paulo (SP) - Constelação Clarice - Instituto Moreira Salles
- 2022/23 - Rio de Janeiro (RJ) - Exposição Mulherio - Galeria Danielian
- 2023 - Campo Grande (MS) - Artistas de Mato Grosso do Sul - Espaço Cultural do TCE-MS
- 2023 - São Paulo (SP) - Diálogos com Cor e Luz - Museu de Arte Moderna/MAM-SP
- 2023/24 - Rio de Janeiro (RJ) - Abstrações Utópicas - Galeria Danielian

## A palavra dos críticos
"Wega aparece em nosso cenário artístico como uma exceção" - MÁRIO PEDROSA em "Wega e o seu mundo" (1964)

"A primeira impressão que as telas causam são a do gesto amplo e violento. Mas uma inspeção mais atenta revela que este gesto aparentemente caótico se dá sobre um fundo de ordem cuidadosamente escondida. Pois é isto que caracteriza a essência do romantismo: não é um movimento ingênuo, ou “vital”, como ele próprio pretendia, mas é um movimento altamente sofisticado. Pois nessa cena que ameaça fechar-se, Wega representa uma abertura. Propõe contra o estruturalismo formalizante e o primitivismo acionante um renascimento do romantismo em novo nível de significado. E assim creio que devem ser lidas essas telas, em contexto. São testemunhas do desespero que toma atualmente todo artista verdadeiro" - VILÉM FLUSSER em "Wega, ou a essência do romantismo" (agosto/1968)

"A pintura de Wega está curiosamente isolada da pintura brasileira de seu tempo. Recusando-se todos os rótulos – action painting, tachismo, construtivismo – e todas as inovações técnicas – tintas acrílicas, objeto-escultura, recursos cinéticos, arte pop – ela é fiel a uma visão interior. É o equivalente a uma lei da natureza. Porque os quadros de Wega são comparáveis a abalos sísmicos, a explosões no espaço, à formação de novas galáxias. Áreas de cor intensa – azuis, vermelhos, amarelos, verdes – surgem na tela não dispostas pela mão do artista mas como que atiradas por fenômenos telúricos" - LEO GILSON RIBEIRO em "Wega e sua visão interior"

"Consequência de uma fundamentação, defrontamos este resultado efetivo. Não de uma pesquisa, mas de uma cristalização: pintura original, única, livre de qualquer coincidência à uniformidade das modas de vanguarda. A pintura de Wega é libertação e verdade"  - GERALDO FERRAZ em "Wega Liberta em Arte" (outubro/1974)

"Wega, na verdade, continua fiel a um mundo de delicados devaneios, onde o objetivo da pintura é sugerir e envolver. Também estilisticamente ela continua fiel ao abstracionismo lírico que a consagrou. Pode-se argüir, hoje, que esse abstracionismo (por oposição à abstração construtiva, que é mais rigorosa) permite efeitos fáceis e até concessões de gosto. Mas o olho experimentado consegue distinguir claramente entre o pintor que domina sua linguagem e o prestidigitador que serve de truques ao acaso. Wega pertence ao primeiro grupo. Seus quadros correspondem a um projeto onde não há facilitações – e sim segurança artesanal. A coroá-la, finalmente, surgem as marcas de uma personalidade forte. Pode-se dizer que qualquer quadro de Wega, nos últimos 20 anos, é só seu e não se parece com a pintura de ninguém. Aí está sua maior vitória como artista: a posse de uma escritora inconfundivelmente pessoal" - OLÍVIO TAVARES DE ARAÚJO em "Uma pintura de marcas inconfundíveis" (abril/1981)

"Esta exposição (retrospectiva no MASP) é o resgate artístico de uma grande pintora brasileira. Nos anos 60 e 70, a pintura se torna a arma eloquente da criação de Wega. Largas pinceladas ou largas manchas de cor, feitas com a espátula que segue seu impulso emotivo, constroem paisagens imaginárias representativas do universo inconsciente da pintora. Cores fortes, azuis, negros, verdes, criam um intenso e vibrante cromatismo que compõe o discurso da cor pura e simplesmente. Na última fase, dos anos 80, a pintura de Wega funde o imaginário ao universo exterior, permitindo que as manchas e os golpes violentos de cores assumam a semelhança de paisagens reais. São paisagens incomuns, que de certa forma procuram sintetizar o sonho e o mundo real. Infelizmente, nem sempre temos capacidade emotiva para perceber à nossa volta esses mundos delicados, coloridos e sensíveis pintados por Wega" - RADHA ABRAMO em "A pintura na eloquência da criação" (agosto de 1985)